# ミーシャ・カイリン
- ミッシャ・ケイリン
- ミシャ・キーリン

ミーシャ・カイリン（英語: Misha Keylin、ロシア語: Миша Кейлин、1970年3月5日 - ）は、旧ソ連出身のヴァイオリン奏者。

## 経歴
1970年、レニングラード生まれ。幼少期に母親から音楽を学ぶ。9歳の時に渡米してジュリアード音楽院でドロシー・ディレイの薫陶を受け、11歳にしてカーネギー・ホールでデビューを飾った。1991年にパガニーニ国際コンクールで3位入賞するなど、世界各地のコンクールに出場して好成績を収める。
2011年にはチェロのセルゲイ・アントノフとピアノのイリヤ・カザンツェフとでエルミタージュ・ピアノ三重奏団を結成した。